# نفق قاعدة غوتارد

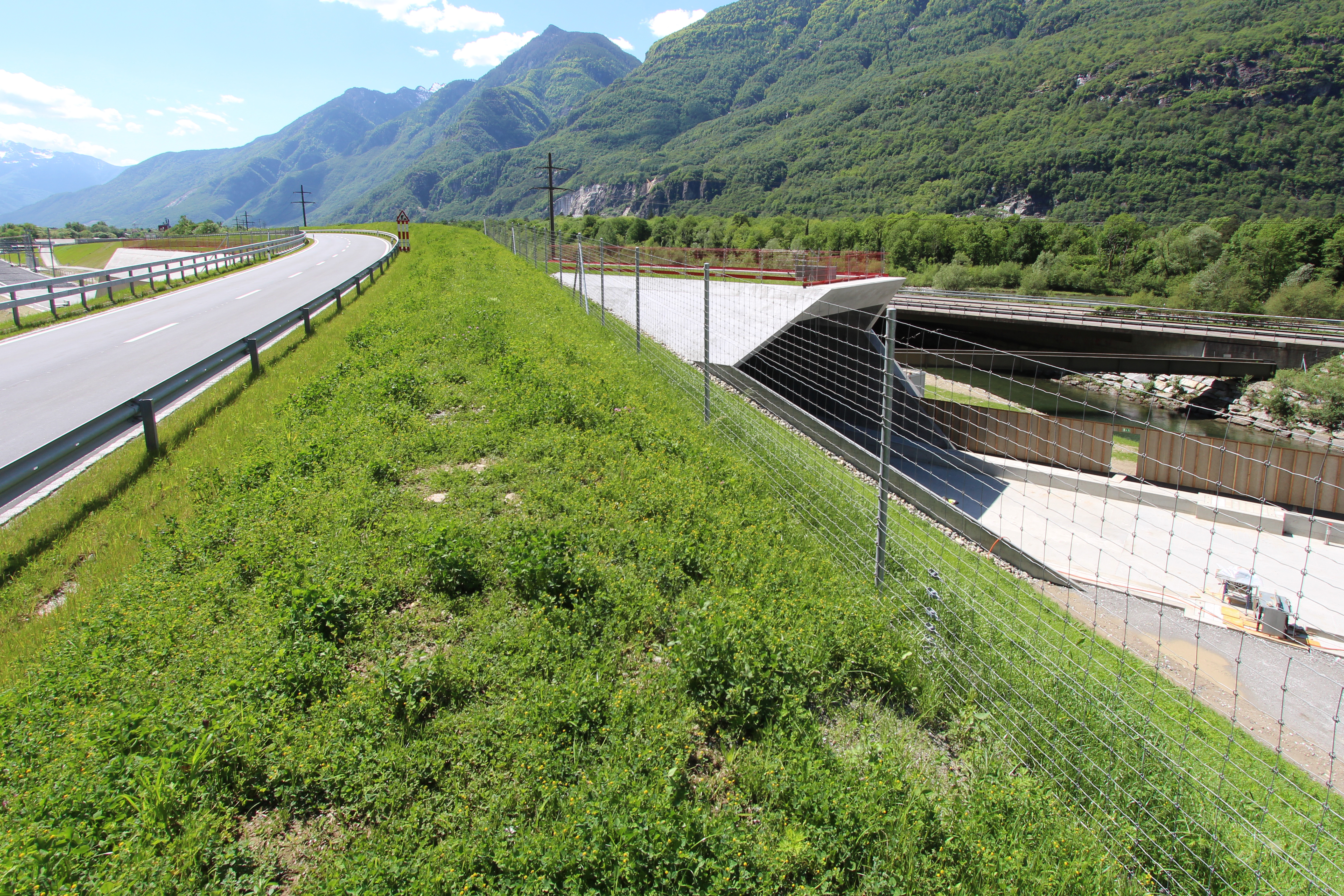

غوتهارد بيز هو أطول وأعمق نفق للسكك الحديدية في العالم يجتاز قلب جبال الألب، ولقد افتتحته سويسرا يوم الأربعاء 1 يونيو 2016، ويوصف هذا النفق بأنه أعجوبة هندسية تمثل رمزا للوحدة الأوروبية. وبلغت تكاليف المشروع 9.83 مليار فرنك، ويتكون من نفقين كل منهما بسكة واحدة. وهو جزء من مشروع ألپ‌ ترانزيت، ويعرف أيضا باسم وصلة سكك الحديد الجديدة عبر الألپ (NRLA)، والذي يتضمن أيضاً نفق قاعدة لوتشبرگ بين كانتوني برن وڤاليس. الذي افتتح يوم 1 يونيو 2016 على أن يدخل في الخدمة الكاملة بحلول شهر ديسمبر من ذات السنة.

## خصائص النفق

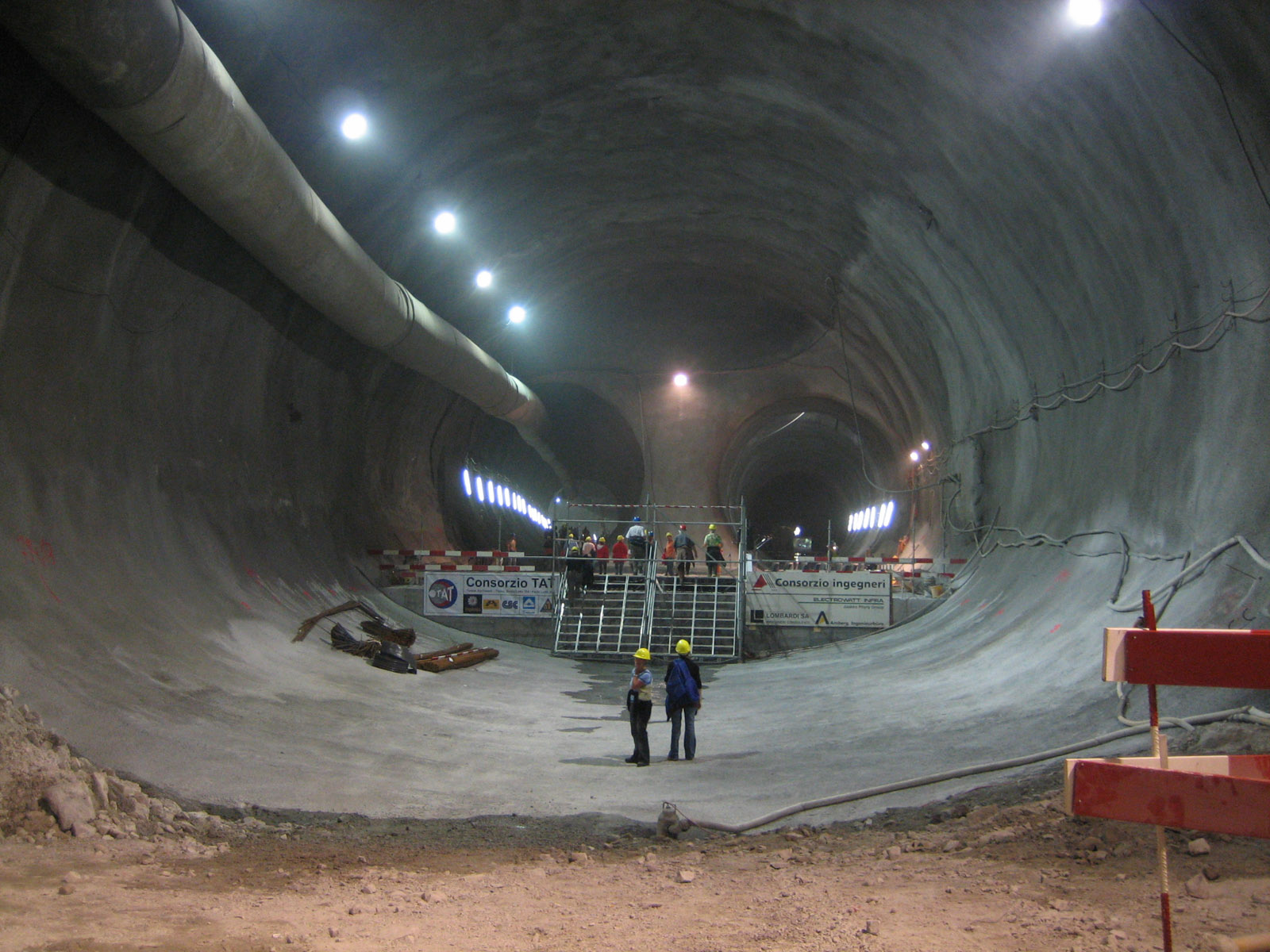
ج،ب ^{في طور البناء}

النفق أطلق عليه اسم غوتهارد بيز (Gotthard Base Tunnel)، ويبلغ طوله 57.1 كيلومترا، ولقد استغرق إنجازه 17 عاما.
وصمم النفق لكي يستمر قرنا من الزمن في إطار مشروع بنية تحتية تبلغ تكلفته 23 مليار فرنك سويسري، لتسريع نقل الركاب والبضائع عبر السكك الحديدية أسفل سلسلة الجبال التي تفصل بين شمال وجنوب أوروبا.
وسوف تنقل القطارات الفائقة السرعة الركاب في 17 دقيقة عبر ممر كان يستغرق عبوره أياما حتى افتتح أول نفق للسكك الحديدية في جبال الألب عام 1882 ويقدر الخبراء أن نحو 260 قطار بضائع و65 قطار ركاب سيجتازون النفق المزدوج يوميا مع بدء استغلاله بطاقته الكاملة مع نهاية عام 2016

## الموقع الجغرافي للنفق
يقع النفق على امتداد الخط الرئيسي للسكك الحديدية في أوروبا الذي يربط موانئ روتردام في الشمال بجنوة في الجنوب ويمر النفق عبر الجبال مسافة تبلغ نحو 2.3 كيلومتر تحت ضوء النهار، وعبر صخور تصل درجة حرارتها إلى 46 درجة مئوية، وقد تعين على المهندسين الحفر عبر 73 نوعا من الصخور منها الصلب كالغرانيت وبعضها الهش والذي في نعومة السكر وتوفي ثمانية عمال أثناء حفره.

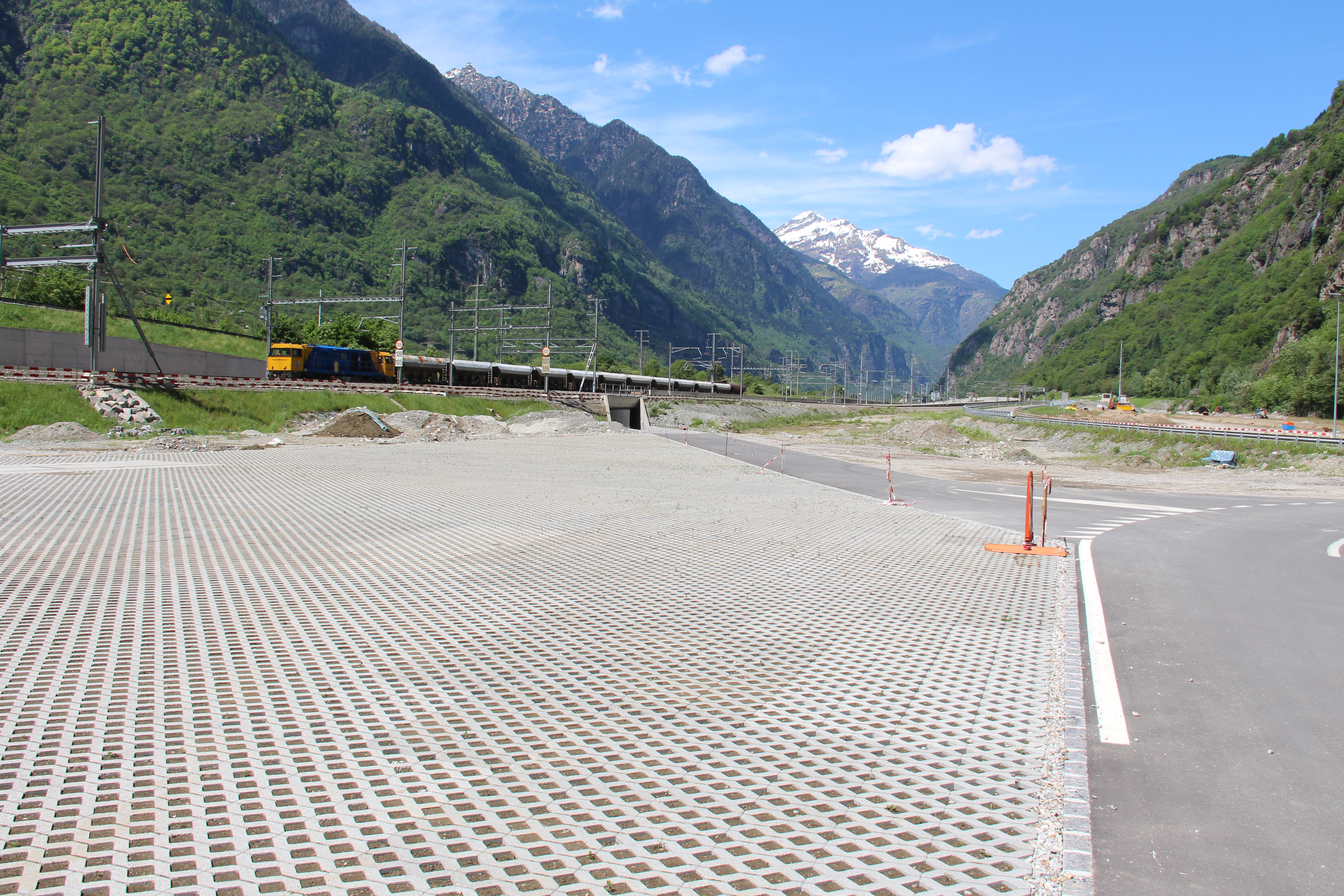
.jpg

## التمويل
وقد ساهم الاتحاد الأوروبي الذي لا تنتمي إليه سويسرا بتمويل حوالي 15% من تكلفة المشروع البالغة قيمته الإجمالية 12,2 مليار فرنك سويسري (10,9 مليارات يورو).
ودعم الناخبون السويسريون -بالرغم من معارضة في بعض الأحيان من الحكومة والبرلمان-مشروع النفق في سلسلة من الاستفتاءات الملزمة أجريت في التسعينيات.

## تدشين النفق
نفق غوتهارد بيز دشنه قادة أوروبيون يوم 1 يونيو2016، حيث استقل القطار غوتاردو 2016 كل من رئيس الاتحاد السويسري يوهان شنايدر-أمان، والمستشارة الألمانية أنجيلا ميركل، والرئيس الفرنسي فرانسوا هولاند، ورئيس الحكومة الإيطالية ماتيو رينزي في رحلة استغرقت نحو نصف ساعة
وبدأ حفل التدشين صباحا عبر مباركة دينية بحضور كاهن، وقس، وحاخام، وسط تدابير أمنية مشددة مع حواجز للشرطة وتعبئة قرابة ألفي عسكري ومراقبة عن كثب للمجال الجوي.
وحمل أول قطارين عاديين يعبران النفق ألف مواطن سويسري، وهو ما اعتبر إشادة بجهود دافعي الضرائب السويسريين الذين تحملوا نسبة كبيرة من تكلفة المشروع ولتخليد المناسبة، اختير نحو خمسمئة فائز محظوظ للسفر عبر النفق خلال الافتتاح الرسمي، وذلك إلى جانب ضيوف اختيروا من بين 130 ألفا دخلوا مسابقة يانصيب لرحلة الافتتاح.
وقررت هيئة السكك الحديدية السويسرية «أس بي بي» أن يكون فتح النفق أمام حركة مرور القطارات العادية يوم 11 ديسمبر الأول 2016
وعلى الرغم من أن سويسرا قد استكملت النفق، فإن استغلاله بكامل طاقته سينتظر أعواما قادمة في انتظار أن تستكمل إيطاليا وألمانيا مشروعات بنية تحتية لطرق تؤدي إلى.

## معرض صور

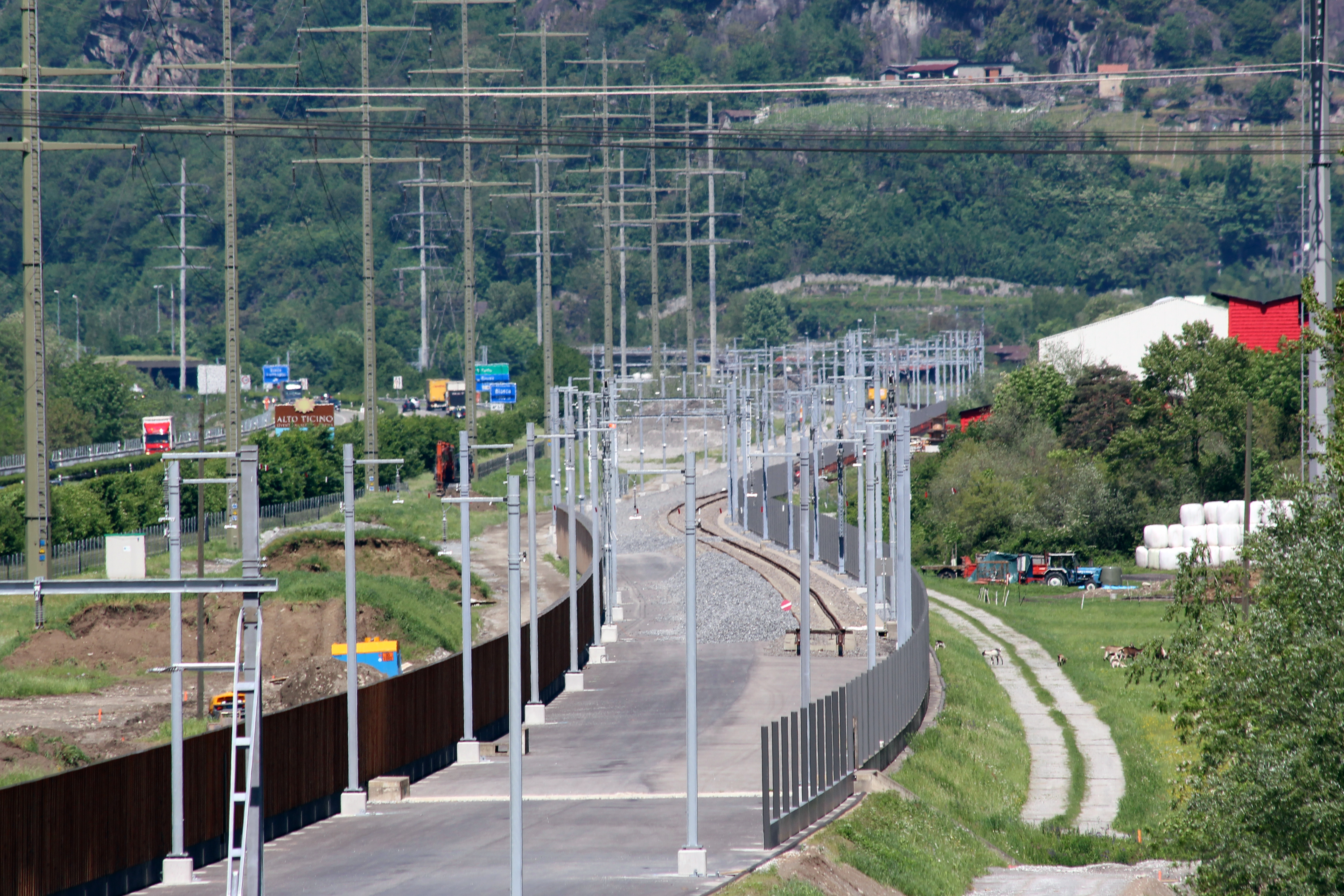
مراحـل بناء جوتهارد بيز
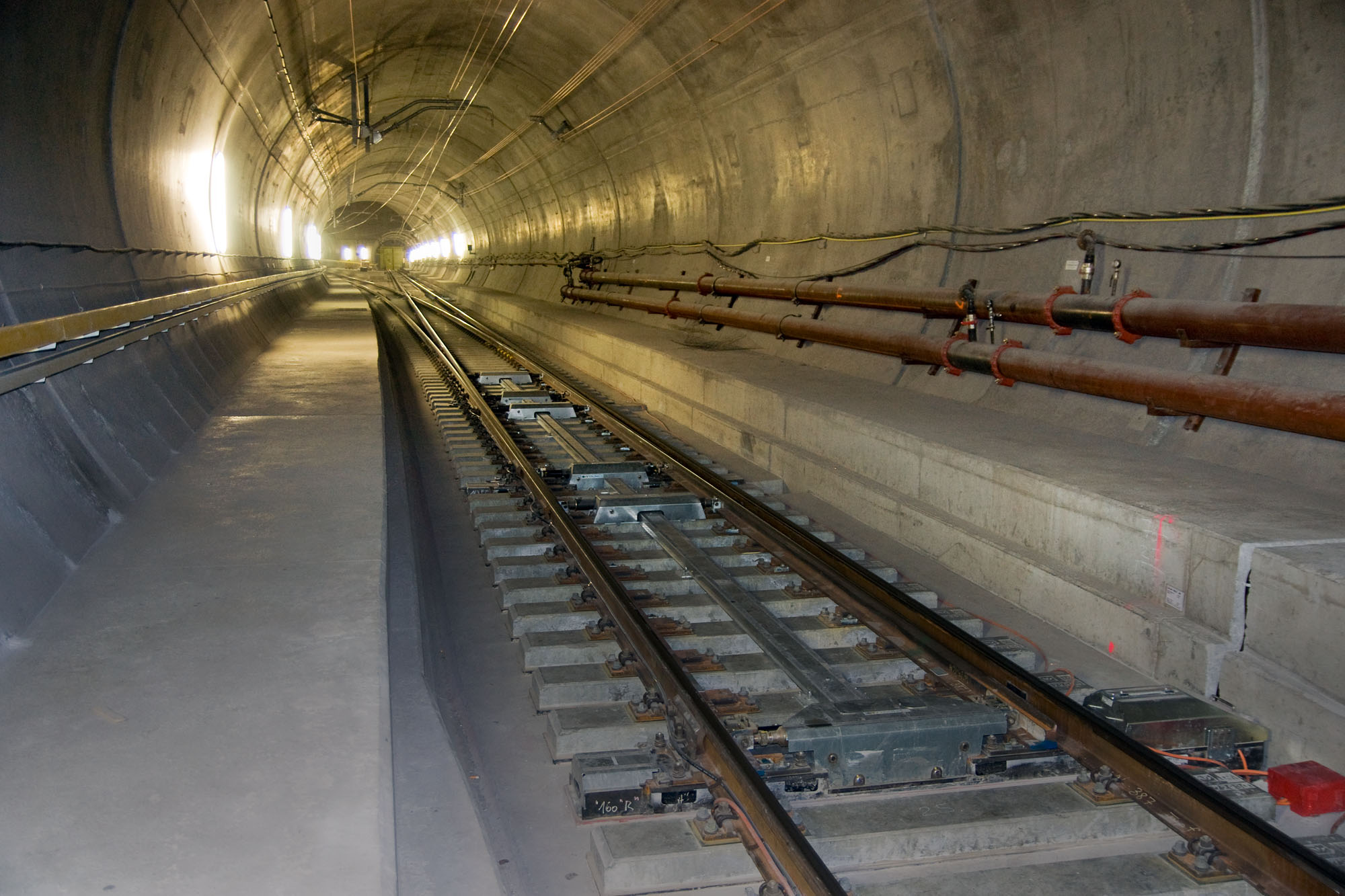
صورة عرضية للنفق جوتهارد بيز

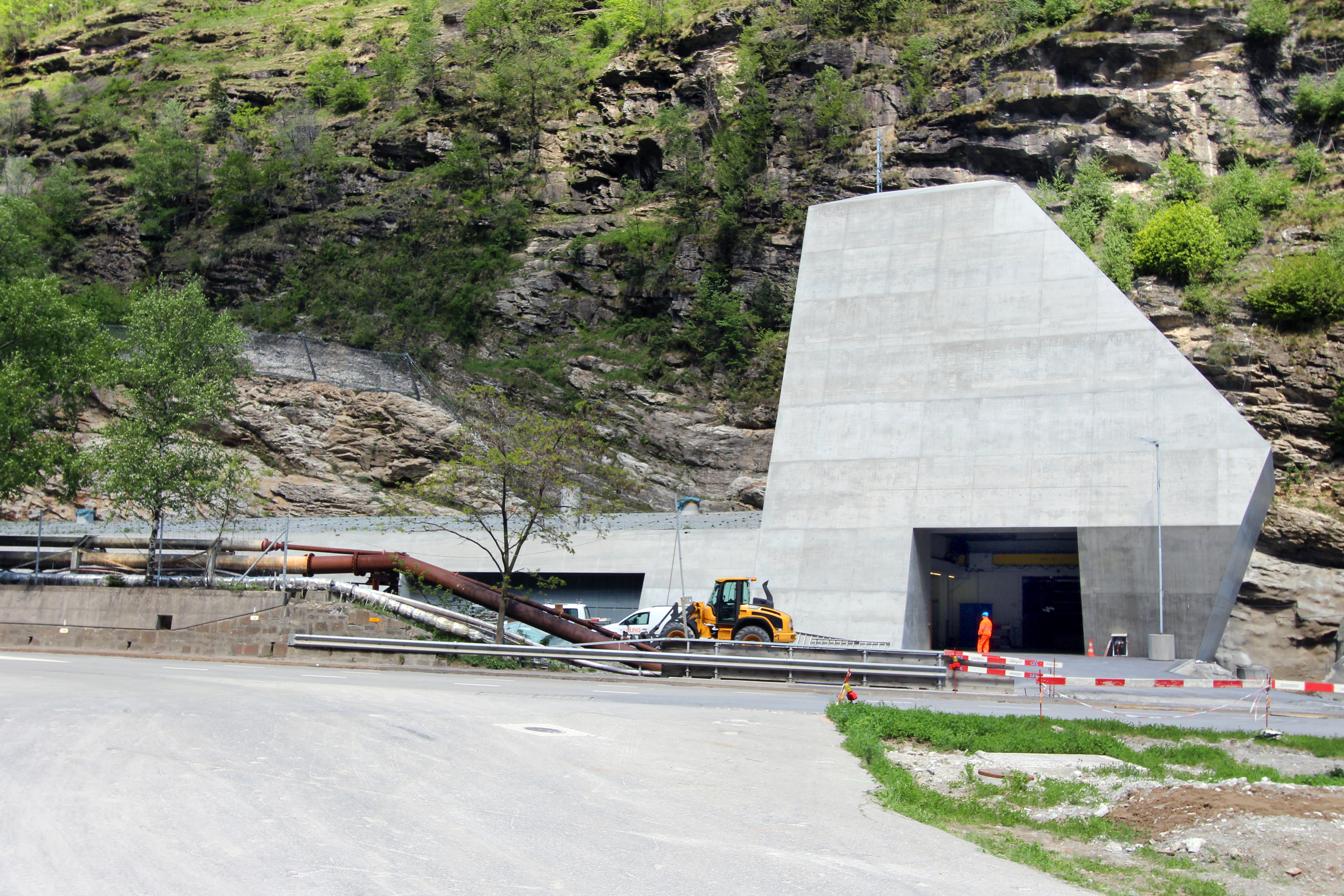
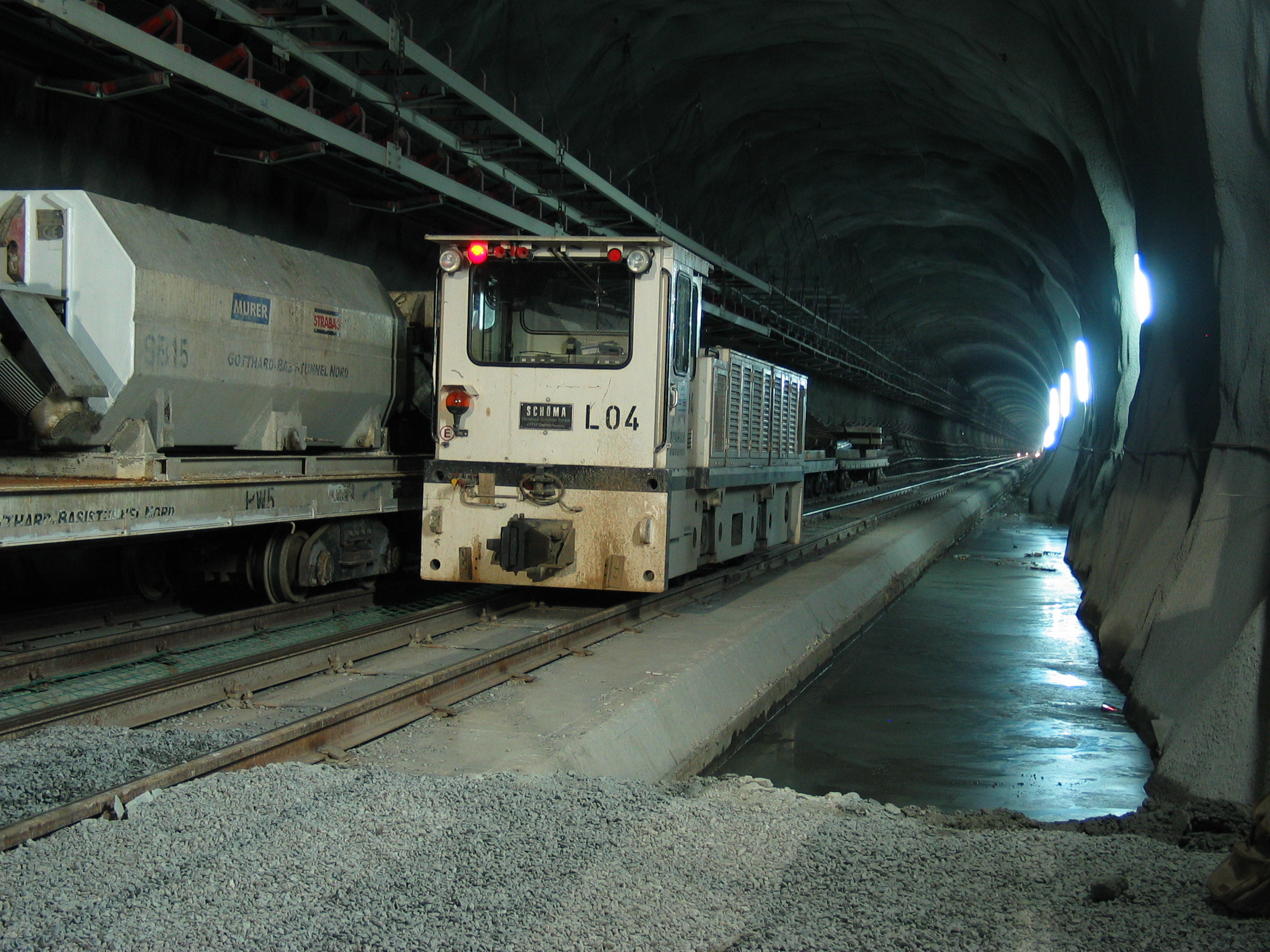
Amsteg 1.jpg

## وصلات خارجية
- سويسرا تفتتح أطول وأعمق نفق في العالم يجتاز قلب جبال الألب
- جوتهارد بيز